# Ylinenrivier (Övertorneå)
De Ylinenrivier, Zweeds: Ylinenjoki, is een rivier in Zweden, in de gemeente Övertorneå. Het water in de rivier komt van het Ylinenjärvi. De rivier stroomt naar het zuiden en wordt het traject voor het Soukolojärvi Isojoki, grote rivier, genoemd. De Ylinenrivier telt in de totale lengte van de Soukolorivier mee, die in de Torne uitmondt.
meer Ylinenjärvi → Ylinenrivier → zelfde rivier Isojoki → meer Soukolojärvi → Soukolorivier → Torne → Botnische Golf